# NGC 6004
NGC 6004 (również PGC 56166 lub UGC 10056) – galaktyka spiralna z poprzeczką (SBc), znajdująca się w gwiazdozbiorze Węża. Odkrył ją Édouard Jean-Marie Stephan 14 czerwca 1879 roku.